# Alioum Boukar
Alioum Boukar (törökül: Ali Uyanık; Yaoundé, 1972. január 3. –) kameruni-török labdarúgókapus.
A kameruni válogatott színeiben részt vett az 1998-as és a 2002-es labdarúgó-világbajnokságon és a 2001-es konföderációs kupán.